# Alföldi Irén
Alföldi Irén (külföldön Irene Alföldy, született Schvarz Rebus) (Eger, 1871. július 24. – 1940 után) opera-énekesnő (szoprán). 

## Élete
Schvarcz Simon lisztkereskedő és Klein Betti lányaként született. 1888 és ’91 között az Országos Magyar Királyi Zene- és Színművészeti Akadémia magánének szakán tanult. Nevét 1891-ben Alföldire változtatta. Bécsben a Gesellschaft der Musikfreunde konzervatóriumában Johannes Reßnél (1839–1916) képezte tovább hangját.
1895-ben a prágai Német Színház tagja lett, ahol a Lohengrin Brabanti Elzájaként debütált. Itt 1903. november 15-én Martát énekelte Eugen d’Albert Hegyek aljánjának ősbemutatóján. (Partnere Pedróként Arányi Dezső volt.) Többször fellépett Magyarországon is, míg külföldön énekelt. 1906-ban végleg hazatért. Visszavonulása után énektanárként, karvezetőként működött az egri Angolkisasszonyok Polgári Leányiskolában. Az 1939/40-es tanévben vonult nyugalomba.

## Szerepei
- Eugen d’Albert: Hegyek alján – Marta
- Georges Bizet: Carmen – címszerep
- Goldmark Károly: Sába királynője – Szulamit
- Pietro Mascagni : Parasztbecsület – Santuzza
- Wolfgang Amadeus Mozart: A varázsfuvola – Pamina
- Hans Pfitzner: Szegény Henrik – Hilde
- Richard Wagner: A bolygó hollandi – Senta
- Richard Wagner: Lohengrin – Brabanti Elza
- Richard Wagner: A walkür – Sieglinde